# Heteromys gaumeri
Heteromys gaumeri је врста глодара из породице кенгур-пацова (Heteromyidae).

## Распрострањење
Ареал врсте је ограничен на мањи број држава. 
Врста је присутна у Мексику, Гватемали и Белизеу.

## Станиште
Станиште врсте су шуме.

## Угроженост
Ова врста није угрожена, и наведена је као последња брига јер има широко распрострањење.